# Ford RS200
Ford RS200 – samochód sportowy klasy kompaktowej produkowany pod amerykańską marką Ford w latach 1984 – 1986.

## Historia i opis modelu

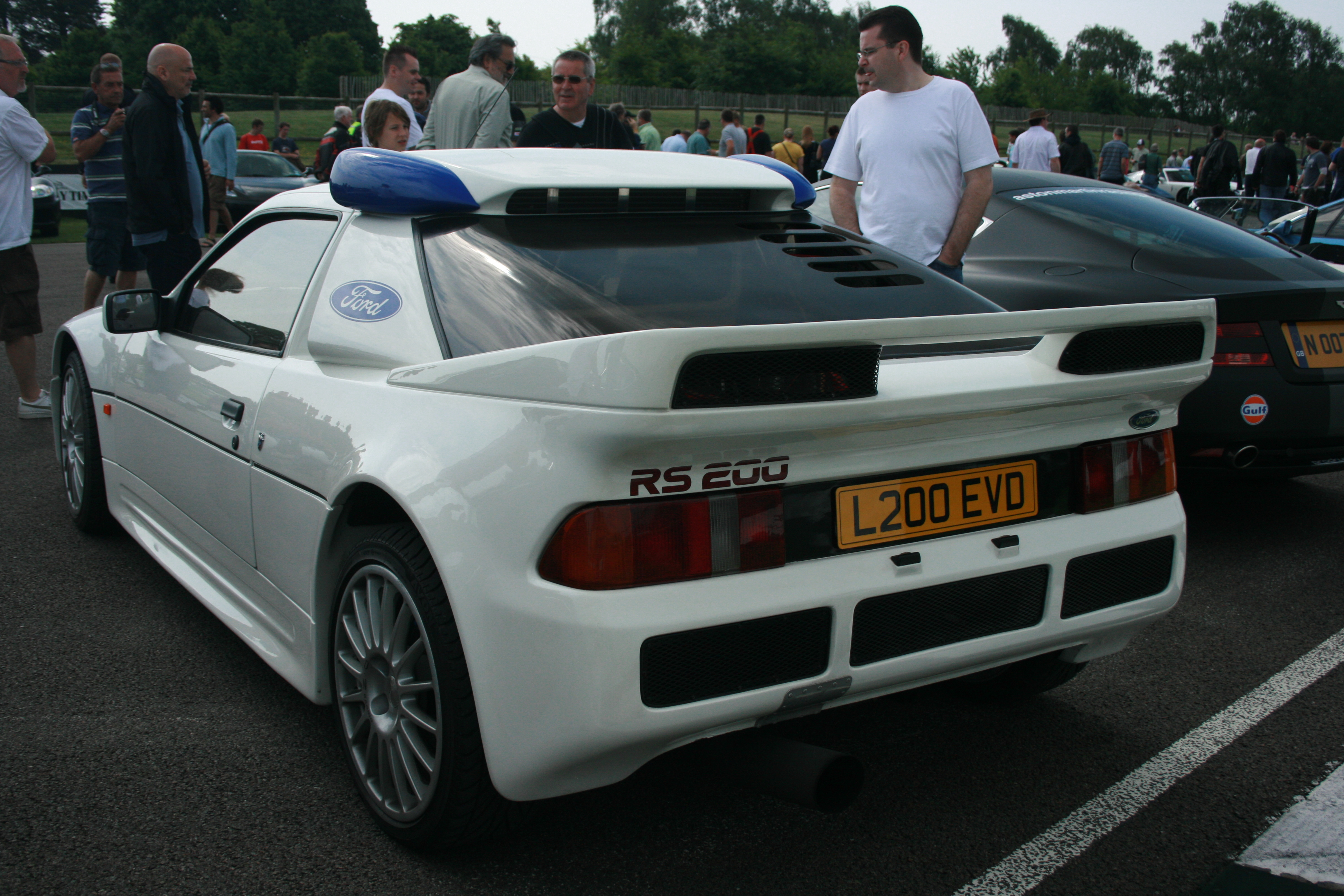
Ford RS200 Evolution – tył

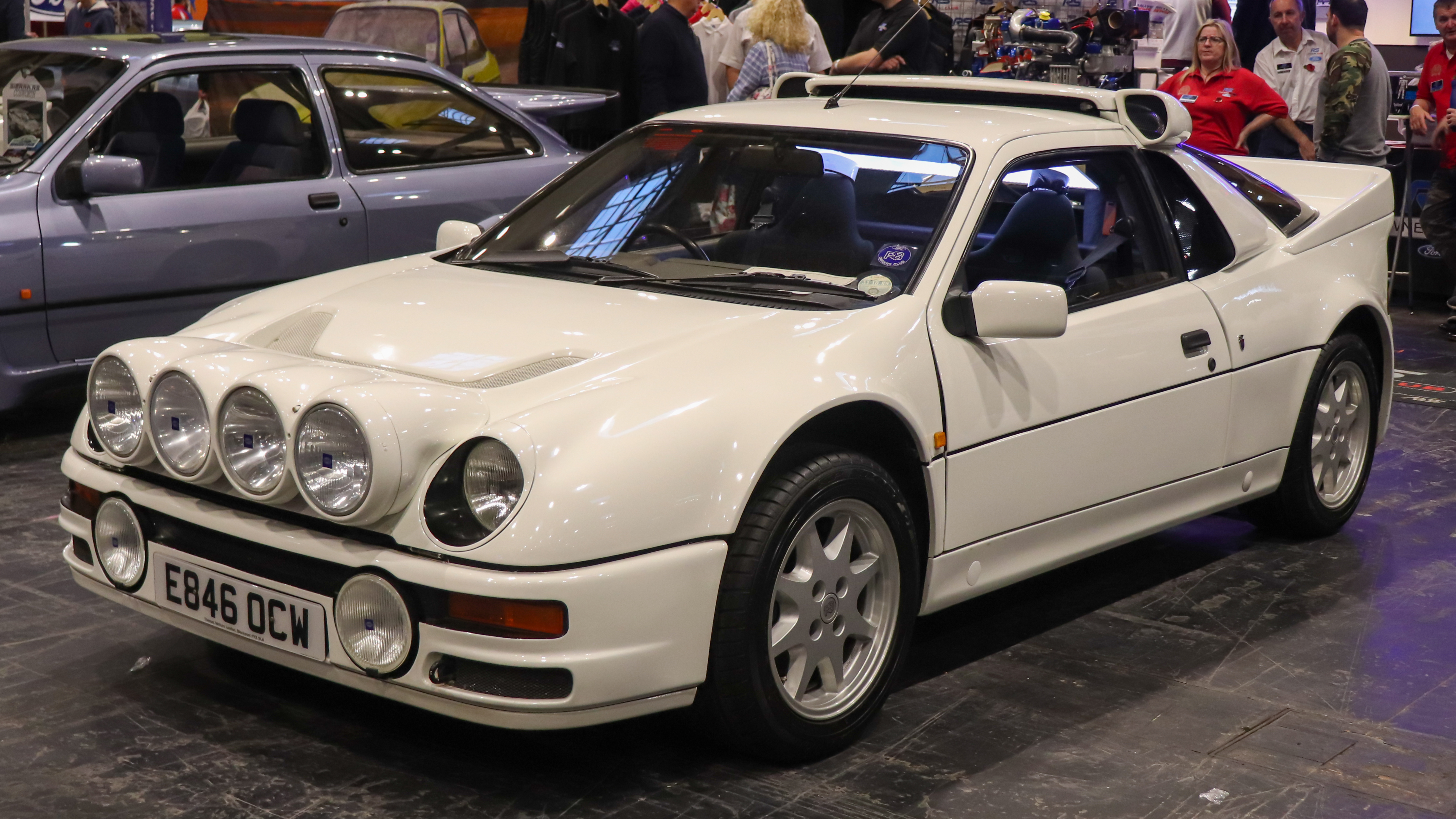
Ford RS200

Po wprowadzeniu modelu MKIII Escort w 1980, Ford Motorsport podjął się rozwoju tylnonapędowego samochodu z turbodoładowanym silnikiem, który mógłby startować w rajdach Grupy B, opracowywany pojazd otrzymał nazwę Escort RS 1700T. Projekt został zarzucony jednak w roku 1983. Ford postanowił jednak zbudować nowy pojazd, który mógłby odnieść sukces w Grupie B. Zdecydowano, że w nowym samochodzie bezwzględnie należy zamontować napęd na cztery koła, co pomoże nawiązać walkę z dominującymi w grupie modelami Peugeota i Audi.
Nowy samochód odznaczał się wyjątkowymi rozwiązaniami technicznymi: nadwozie z plastiku oraz włókien szklanych opracowane przez Ghię, centralnie montowany silnik oraz napęd przenoszony na cztery koła. Samochody składane były przez mającą doświadczenie w produkcji nadwozi z włókien szklanych firmę Reliant. W celu poprawy rozkładu masy skrzynię biegów zamontowano z przodu samochodu, z tego powodu moc przenoszona była najpierw na koła przednie, później na koła tylne, co wymagało zastosowania złożonego zespołu przeniesienia napędu. Podwozie powstało przy pomocy Tony’ego Southgate’a oraz Johna Wheelera, którzy mieli styczność z projektowaniem samochodów w Formule 1. Zawieszenie o dwóch wahaczach poprzecznych z podwójnymi amortyzatorami przy każdym kole wpływało pozytywnie na właściwości jezdne. W RS200 zastosowano elementy z innych modeli Forda – przednia szyba oraz tylne lampy zostały zapożyczone z wczesnej wersji Sierry, boczne szyby zaś były pomniejszoną wersją tych stosowanych w modelu Sierra.
Moc generowana była przez czterocylindrowy rzędowy silnik Ford/Cosworth "BDT" o pojemności 1,8 l wspomagany pojedynczą turbosprężarką. W wersji drogowej produkował on moc 253 KM (190 kW), dla wersji rajdowej wahała się ona w zależności od ustawienia pomiędzy 355-456 KM (340 kW). Możliwa była modyfikacje wersji drogowej po których moc wzrastała do ponad 304 KM (220 kW). W porównaniu z konkurentami miał jednak mniejszy stosunek mocy przypadającej na kilogram masy, silnik odznaczał się także "turbodziurą" przy niskich obrotach co utrudniało rywalizację. Kalle Grundel zajął Fordem RS200 trzecie miejsce w odbywającym się podczas Mistrzostw WRC w 1986 Rajdzie Szwecji. Był to najlepszy wynik osiągnięty przez Forda w Grupie B. Samochód odniósł także sukces w innych zawodach. W tym samym roku podczas Rajdu Portugalii kierowca Forda RS200 spowodował jeden z najtragiczniejszych wypadków w historii rajdów WRC, w którym zginęło na miejscu trzech kibiców, a wiele innych zostało rannych. Inny wypadek z udziałem Forda RS200 miał miejsce w Niemczech podczas 1986 Hessen-Rallye, kiedy to Marc Surer uderzył w drzewo. W wyniku wypadku na miejscu zginął jego pilot, Michel Wyder, sam Surer został ciężko ranny.
Wypadek podczas Rajdu Portugalii Rally Portugal sprawił, że zakończono rywalizację w Grupie B. W roku 1987 Ford planował wprowadzenie modelu RS200 w wersji "Evolution". Miała ona być napędzana silnikiem BDT-E opracowany przez Briana Harta o pojemności 2137 cm³. Moc osiągana przez silnik wynosiła w zależności od źródła od 558 KM (410 kW) do 826 KM (608 kW). RS200 z najmocniejszym ustawieniem oraz odpowiednimi przełożeniem skrzyni biegów miał osiągać 100 km/h w około dwie sekundy. Samochód wyposażony miał zostać w lepsze hamulce oraz elementy zawieszenia. Koniec Grupy B sprawił, że przestano rozwijać model. Mimo to, ponad dwanaście egzemplarzy z sukcesem brało udział w zawodach FIA European Championships for Rallycross Drivers (od sierpnia 1986 do października 1992).
Jeden egzemplarz RS200 został przystosowany do udziału w wyścigach na torze. Bazą była wersja drogowa, która została zmodernizowana tak by spełniać przepisy IMSA GTO. Do napędu posłużył dwulitrowy turbodoładowany silnik BDTE Cosworth Evolution o mocy ponad 760 KM. Samochód rywalizował z fabrycznie wspieranymi pojazdami Mazdy, Mercury’ego czy Nissana, były one zbudowane praktycznie od nowa. RS200 nie odniósł sukcesu w tej serii.

### Produkcja seryjna
Aby uzyskać homologację FIA, która zezwalałby na udział samochodu w rajdach Grupy B, Ford musiał zbudować co najmniej 200 egzemplarzy modelu RS200, producent wywiązał się z tego zadania.

## Specyfikacje* (Wersja dla Grupy B)

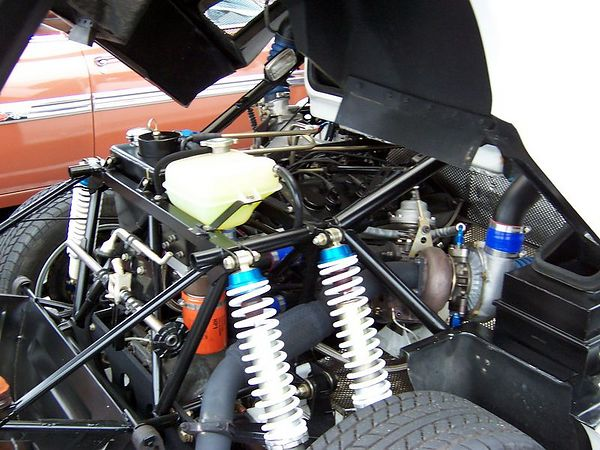
Komora silnikowa oraz tylne zawieszenie Forda RS200

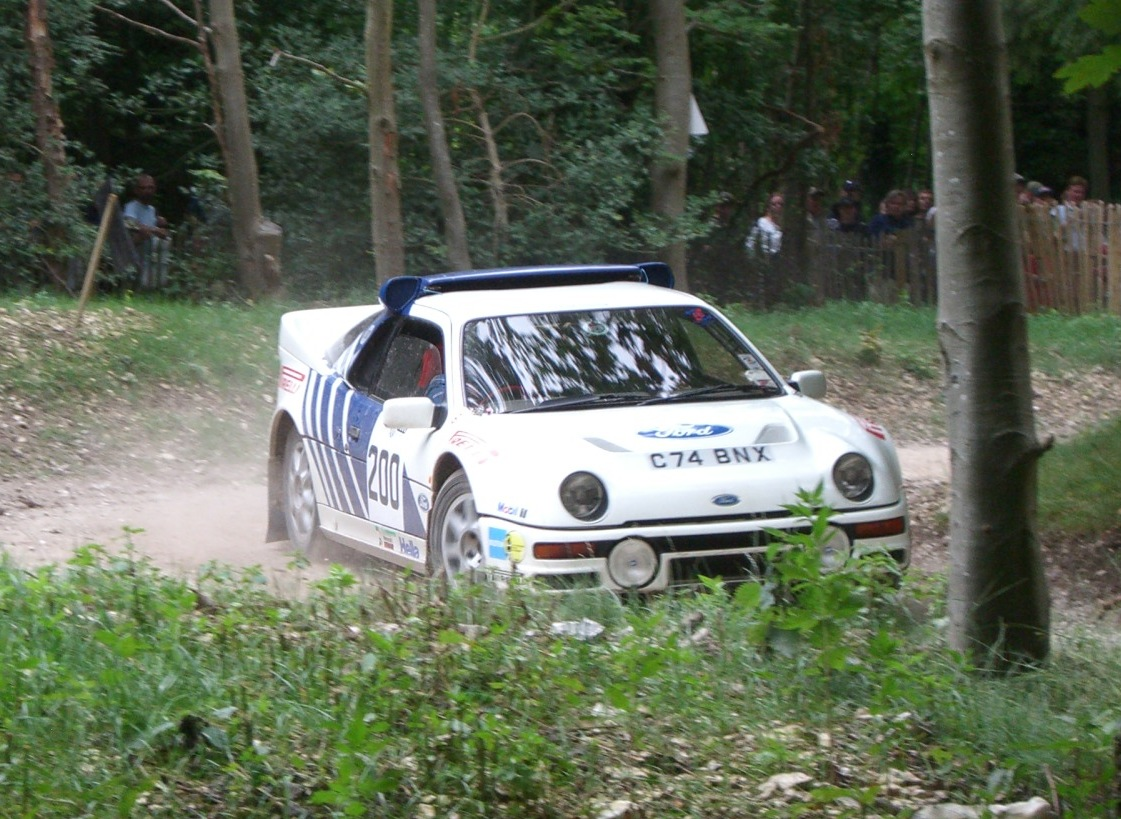
Ford RS200 na 2006 Goodwood Festival of Speed

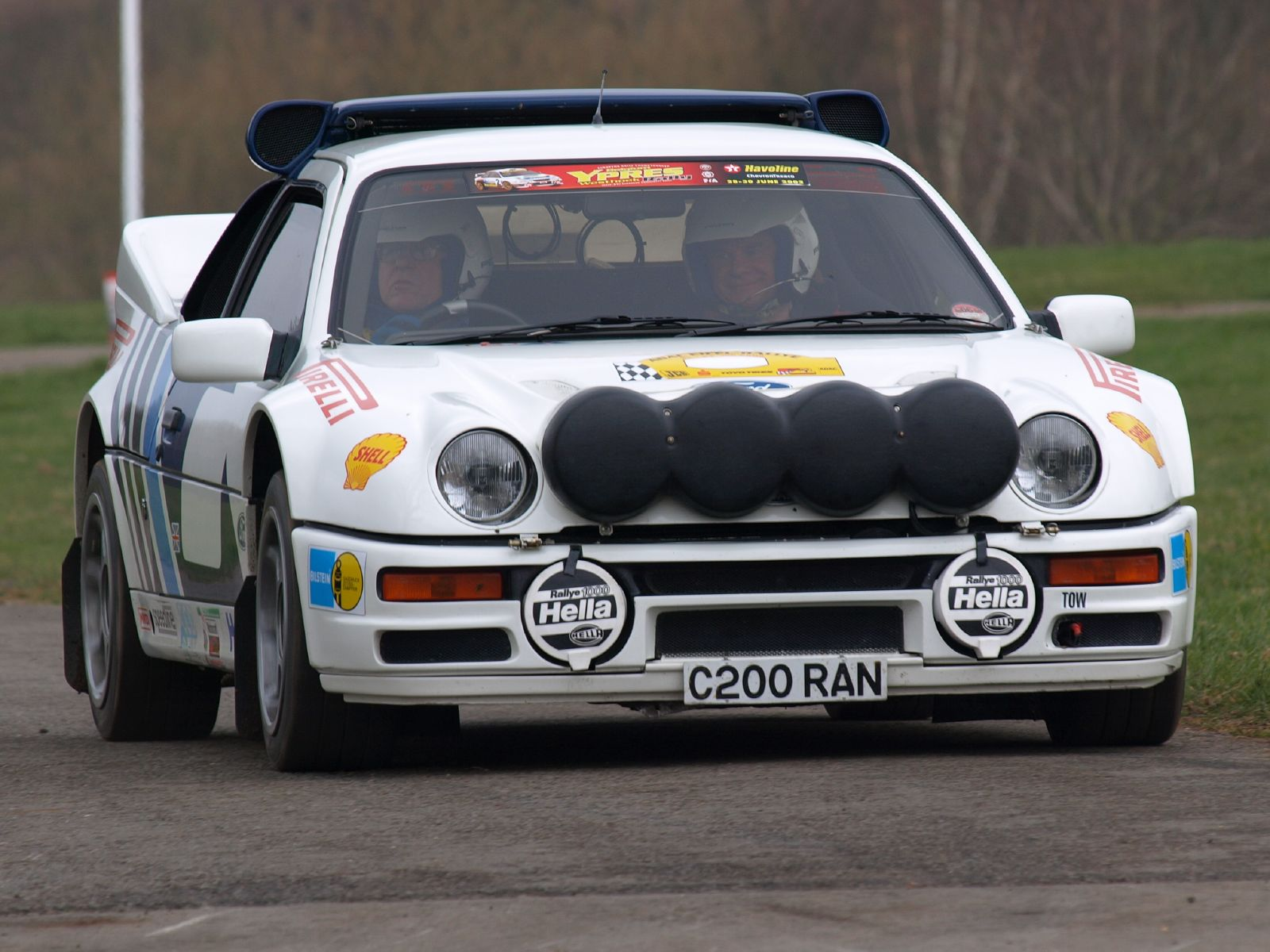
Ford RS200 na Race Retro 2008

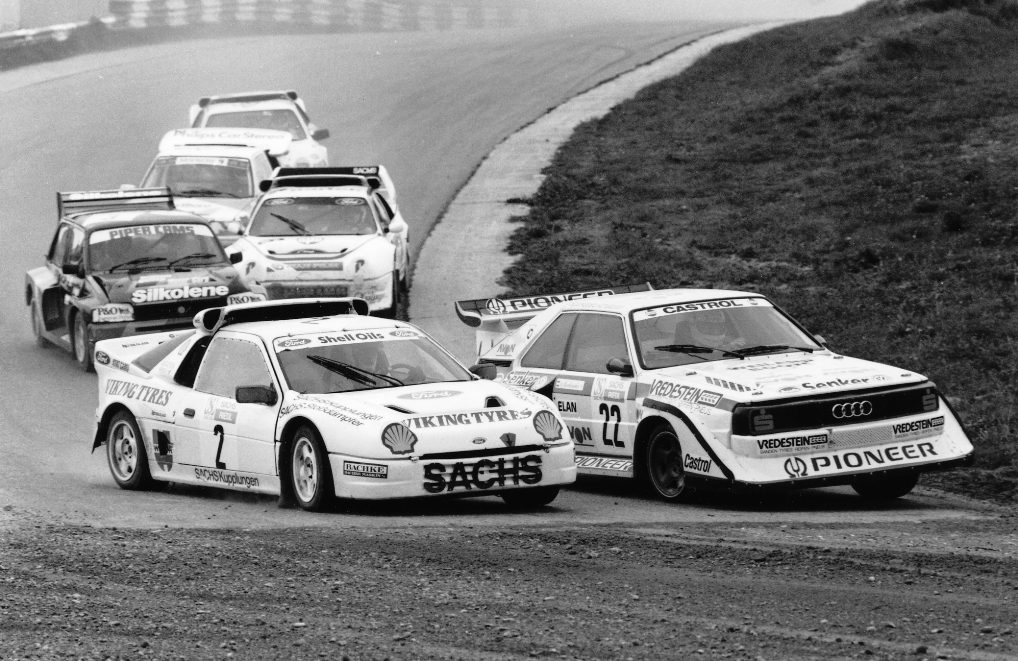
Ford RS200 oraz Audi Quattro S1

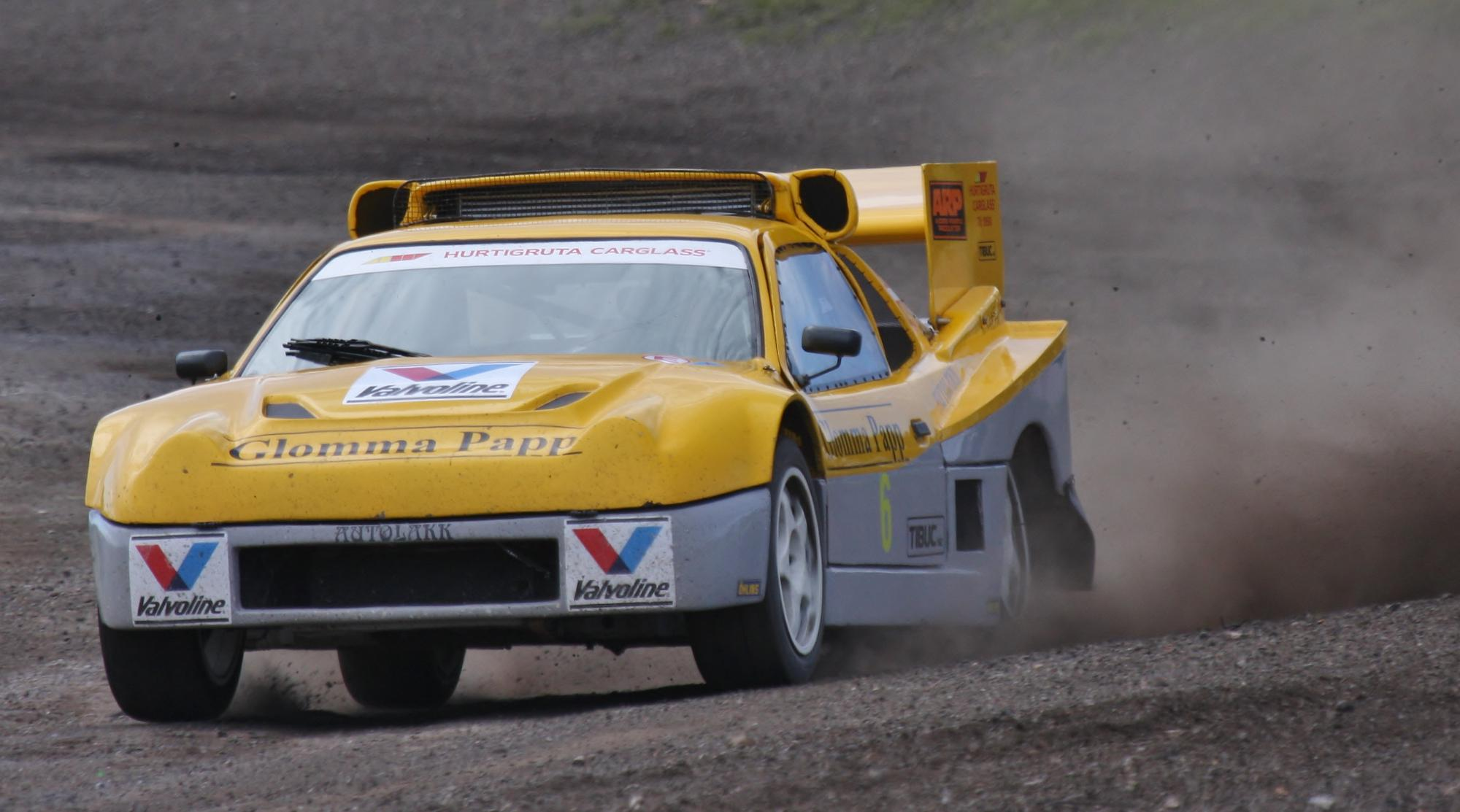
Ford RS200 Rallycross

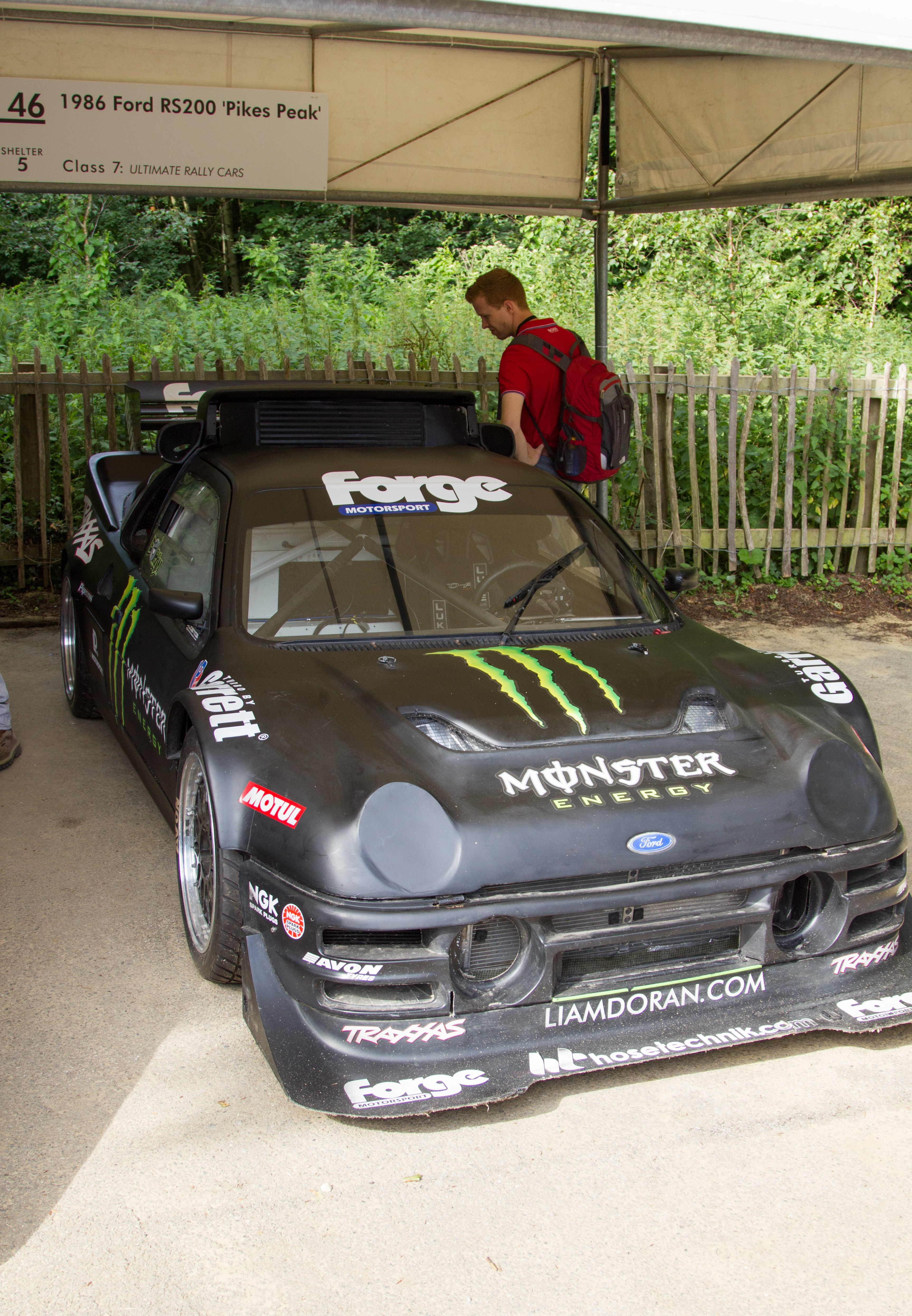
Ford RS200 Pikes Peak

### Silnik
- Montowany podłużnie, centralnie, napęd na cztery koła.
- Głowica i blok silnika wykonane ze stopów aluminium;
- Cztery cylindry w układzie rzędowym, suche tuleje cylindrowe Nikasil,
- Wał korbowy podparty na pięciu łożyskach.
- Silnik chłodzony cieczą, elektroniczny wentylator chłodnicy.
- Średnica cylindra 86,0 mm (3,38 cala),
- Skok tłoka 77,6 mm (3,05 cala),
- Pojemność skokowa silnika 1803 cm³ (110 cali³).
- Układ rozrządu DOHC, cztery zawory na cylinder, rozrząd napędzany paskiem zębatym.
- Stopień sprężania 7,2:1. Wtrysk paliwa oraz sterownik silnika Bosch Motronic.
- Turbosprężarka Garrett T3, ciśnienie doładowania 23 psi (160 kPa).
- Moc maksymalna 456 KM (331 kW) przy 8000 obr./min
- Maksymalny moment obrotowy 489 N·m przy 5500 obr./min

### Skrzynia biegów
- 5-biegowa manualna, dwutarczowe sprzęgło AP z ceramiczną wykładziną.

| Bieg        | Przełożenia | mph/1000 rpm |
| ----------- | ----------- | ------------ |
| Maksymalnie | 1,14        | 13,26        |
| IV          | 1,36        | 10,90        |
| III         | 1,68        | 8,88         |
| II          | 2,14        | 7,08         |
| I           | 3,23        | 4,72         |

Przełożenia główne: Koło zębate stożkowe o zębach krzywoliniowych, przełożenie 4,375.

### Zawieszenie
- Przód, niezależne, dwa wahacze poprzeczne, podwójne sprężyny śrubowe i teleskopowe amortyzatory, stabilizator poprzeczny.
- Tył, niezależne, dwa wahacze poprzeczne, podwójne sprężyny śrubowe i teleskopowe amortyzatory, stabilizator poprzeczny.

### Układ kierowniczy
- Mechanizm zębatkowy, część samochodów wyposażona w hydrauliczne wspomaganie kierownicy. Średnica kierownicy 35,5 cm (14 cali).

### Hamulce
- Podwójny obwód, osobny dla przodu i tyłu.
- Z przodu wentylowane tarcze hamulcowe o średnicy 300 mm (11,8 cala).
- Z tyłu wentylowane tarcze hamulcowe o średnicy 300 mm (11,8 cala), bez podciśnieniowego siłownika wspomagającego. *Hamulec ręczny.

### Koła
Obręcze ze stopów magnezu, szerokość 6–8 cali. Dobór opon zależny od warunków rajdu (w samochodzie testowym Pirelli Monte Carlo 245/640 16), 16 cali średnicy, ciśnienie zależne od doboru opon.

### Wymiary
- Długość: 4000 mm (157,5 in)
- Szerokość: 1752 mm (69,0 cala)
- Wysokość: zależna od ustawienia
- Rozstaw osi: 2530 mm (99,6 cala)
- Rozstaw kół (przód/tył): 1502/1497 mm (59,1/58,9 cala)
- Masa: 1050 kg (2315 funtów)

### Osiągi
Prędkość:
| Biegi | mph | km/h | rpm   |
| ----- | --- | ---- | ----- |
| Maks. | 118 | 190  | 8.900 |
| IV    | 97  | 156  | 8.900 |
| III   | 79  | 127  | 8.900 |
| II    | 63  | 101  | 8.900 |
| I     | 42  | 68   | 8.900 |

Przyspieszenie od 0:
| Prędkość w mph | Czas (s) |
| -------------- | -------- |
| 30             | 1,2      |
| 40             | 1,8      |
| 50             | 2,2      |
| 60             | 2,8      |
| 70             | 3,8      |
| 80             | 4,8      |
| 90             | 5,9      |
| 100            | 7,3      |
| 110            | 8,7      |

Czas przejazdu 400 metrów ze startu zatrzymanego: 11,4 s.
Przyspieszenie (s):
| mph    | V   | IV  | III | II  |
| ------ | --- | --- | --- | --- |
| 10-30  | –   | –   | –   | –   |
| 20-40  | –   | –   | –   | –   |
| 30-50  | –   | –   | 2,2 | 1,2 |
| 40-60  | –   | 2,3 | 1,0 | 1,1 |
| 50-70  | 2,2 | 1,4 | –   | –   |
| 60-80  | 1,6 | 1,5 | –   | –   |
| 70-90  | 1,7 | 1,6 | –   | –   |
| 80-100 | 2,0 | –   | –   | –   |
| 90-110 | 2,4 | –   | –   | –   |